# Blurryface
Blurryface — четвёртый студийный альбом группы Twenty One Pilots. Является второй официальной пластинкой дуэта и вторым альбомом Twenty One Pilots, выпущенным на лейбле Fueled by Ramen. Альбом вышел 17 мая 2015 года. Первым синглом, вышедшим с альбома, стал «Fairly Local». Также два сингла с этого альбома, «Stressed Out» и «Ride», попадали в пятёрку лучших синглов Billboard Hot 100. В Соединённых Штатах альбом был продан тиражом более 1,5 млн копий по состоянию на апрель 2017 года. В 2017 году за песню «Stressed Out» коллектив получил «Грэмми» в номинации «Лучший поп-дуэт». Альбом был сертифицирован как платиновый в США, Канаде, Польше, Новой Зеландии и Великобритании. В 2018 году Blurryface стал первым альбомом в истории, каждый из 14 треков которого получил золотую сертификацию от Американской ассоциации звукозаписывающих компаний.

## Предыстория и запись
После выпуска своего третьего альбома Vessel группа активно гастролировала в его поддержку по всему миру. Во время тура у группы была портативная студия звукозаписи, которая позволяла им реализовывать идеи.
«Heavydirtysoul», «Ride», «Fairly Local», «Tear in My Heart», «Lane Boy» и «Doubt» были записаны с продюсером Рики Ридом в Serenity West Recording в Голливуде, штат Калифорния. «Stressed Out», «Polarize», «Hometown» и «Not Today» были записаны с продюсером Майком Элизондо в Can Am Recording в Тарзане, Калифорния. «Ride» был записан с Ридом в Sonic Lounge Studios в Гроув Сити, штат Огайо. «The Judge» был записан с продюсером Майком Кросси в Livingston Studios в Лондоне. «We Don’t Believe What’s on TV» и «Goner» были записаны вместе с Ридом в Paramount Recording Studios в Голливуде, штат Калифорния. «Message Man» был записан с Тимом Андерсоном в Werewolf Heart в Лос-Анджелесе, штат Калифорния. Альбом был смикширован Нилом Авроном, при содействии Скотта Скрински, в The Casita в Голливуде, Калифорния. Мастерингом альбома занимался Крис Герингер в студии Sterling Sound в Нью-Йорке.

## Название
Альбом назван в честь персонажа, созданного группой, по прозвищу Blurryface (с англ. — «Размытое лицо»). Как говорит фронтмен группы Тайлер Джозеф, Blurryface олицетворяет все его страхи и комплексы и является нематериальной сущностью, живущей внутри Тайлера, которая заставляет его чувствовать неуверенность в своём творчестве и в том, что он создаёт. Руки и шея Джозефа покрыты чёрной краской во время живых выступлений и в клипах на синглы с этого альбома. Музыкант объясняет это тем, что таким образом он подчеркивает связь с Blurryface.

## Критика
Альбом получил преимущественно положительные отзывы музыкальных критиков и имеет средний балл 80 из 100 на сайте Metacritic. Гарретт Кэмпс из Billboard назвал альбом «жарким бардаком (в хорошем смысле)», но дал ему смешанный отзыв, отметив, что Blurryface «не дотягивает до Vessel».
Альбом занял первое место в списке 10 Essential Records of 2015 журнала Alternative Press. Sputnikmusic и Alternative Press положительно оценили альбом. Критик Alternative Press Джейсон Петтигрю описал альбом как «замечательный» и отметил смесь жанров в песнях, особо выделив треки «Ride», «Polarize», «Message Man», «Tear in My Heart», «We Don’t Believe What’s on TV», «Goner» и «Lane Boy» в своей рецензии. Также он отметил, что группа объединила «хип-хоп-элементы, оттенки регги, поп-музыки, яростную электронную настойчивость и воинственную грусть в невероятно сплоченную запись». Альбом был включен под номером 2 на 50 лучших релизах Rock Sound из списка 2015 года. Blurryface был номинирован на «Альбом года» на церемонии вручения наград Alternative Press Music Awards в 2016 году. Альбом также победил в номинации «Лучший рок-альбом» на церемонии Billboard Music Awards.
| Совокупная оценка       | Совокупная оценка |
| Источник                | Оценка            |
| ----------------------- | ----------------- |
| Metacritic              | 80/100            |
| Оценки критиков         |                   |
| Источник                | Оценка            |
| AllMusic                | [ 12 ]            |
| Alternative Press       | [ 10 ]            |
| The Austin Chronicle    | [ 13 ]            |
| Billboard               | [ 14 ]            |
| Cleveland.com           | B                 |
| Rolling Stone Australia | [ 16 ]            |
| Sputnikmusic            | 3.5/5             |

## Продажи
Blurryface дебютировал на первом месте в Billboard 200 с продажами в 147 тыс. экземпляров (134 тыс. чистых продаж) в США за первую неделю, что сделало его самым успешным альбомом Twenty One Pilots в чартах Америки с наибольшим результатом продаж среди всех работ дуэта. Группа также впервые вышла на 40-е место в Великобритании, где альбом дебютировал под номером 14. К ноябрю 2015 года альбом был продан тиражом в 500 тыс. копий по всему миру. В следующем месяце было объявлено, что продажи альбома в США составили более 505 тыс. копий. К январю 2016 года альбом был продан количеством 592 тыс. копий в США. Через два месяца продажи альбома в США выросли до 753 тыс. экземпляров. К концу марта продажи альбома в США составили 792 тыс. копий. К середине июня альбом разошёлся тиражом 924 тыс. копий и более 1 миллиона к концу июля. К концу года альбом был продан более чем 1,2 млн копий в США. По данным Международной федерации производителей фонограмм, это восьмой бестселлер 2016 года, тираж которого превысил 1,5 млн во всем мире. По состоянию на апрель 2017 года, в США было продано более 1,5 млн копий. Альбом был сертифицирован как золотой в Канаде и как трижды платиновый в США. По состоянию на октябрь 2018 года альбом заработал 3,74 млн эквивалентных альбомных единиц, из которых 1,7 миллиона приходится на продажи альбомов в Соединенных Штатах.
Blurryface вошел в историю как первый альбом, каждая песня которого получила золотую сертификацию.
По состоянию на октябрь 2018 года альбом продан тиражом 394 727 экземпляров в Великобритании и 6,5 млн копий по всему миру.

## Список композиций
Все песни написаны Тайлером Джозефом
| №                   | Название                        | Длительность |
| ------------------- | ------------------------------- | ------------ |
| 1.                  | «Heavydirtysoul»                | 3:54         |
| 2.                  | «Stressed Out»                  | 3:22         |
| 3.                  | «Ride»                          | 3:34         |
| 4.                  | «Fairly Local»                  | 3:27         |
| 5.                  | «Tear in My Heart»              | 3:08         |
| 6.                  | «Lane Boy»                      | 4:13         |
| 7.                  | «The Judge»                     | 4:57         |
| 8.                  | «Doubt»                         | 3:11         |
| 9.                  | «Polarize»                      | 3:46         |
| 10.                 | «We Don't Believe What's on TV» | 2:57         |
| 11.                 | «Message Man»                   | 4:00         |
| 12.                 | «Hometown»                      | 3:54         |
| 13.                 | «Not Today»                     | 3:58         |
| 14.                 | «Goner»                         | 3:56         |
| Общая длительность: | Общая длительность:             | 52:23        |

| №   | Название         | Длительность |
| --- | ---------------- | ------------ |
| 15. | «Guns for Hands» | 4:30         |
| 16. | «Lovely»         | 4:18         |

## Участники записи
- Тайлер Джозеф — вокал, пианино, клавишные, укулеле (треки: 7 и 10), бас (треки: 1, 3, 8 и 11), гитара (треки: 1, 3-6, 8 и 11), программирование
- Джош Дан — барабаны, перкуссия, бэк-вокал (треки: 7 и 13)

Дополнительные музыканты
- Рики Рид — программирование (треки: 1, 3-6, 8 и 14), дополнительный вокал (треки: 1, 3 и 8), бас (треки: 3-6, 10 и 14)
- Майк Элизондо — вертикальный бас (трек 2), программирование (треки: 2, 12 и 13), клавишные (треки: 2, 9, 12 и 13), бас (треки: 9, 12 и 13), синтезаторный бас (треки: 9 и 12), гитара (треки: 12 и 13), Hammond B3 (трек 13), вокал (трек 13)
- Майк Кросси — программирование, бас, синтезаторы и вокальные партии (трек 7)
- Джонатан Гилмор — вокальные партии (трек 7)
- Тим Андерсон — синтезаторы и программирование (трек 11)
- Дэнни Т. Левин — труба, тромбон и эуфониум (трек 13)
- Дэвид Мойер — тенор-саксофон, альт-саксофон, баритон-саксофон и флейта (трек 13)
- LunchMoney Lewis — дополнительный вокал (трек 8)

Производство
- Тайлер Джозеф — исполнительное производство, совместное производство
- Крис Вольтман — исполнительное производство
- Рики Рид — исполнительное производство, производство (треки: 1, 3-6, 8, 10 и 14)
- Майк Элизондо — постановка (треки: 2, 9, 12 и 13)
- Майк Кросси — производство (трек 7)
- Тим Андерсон — производство (трек 11)
- Нил Аврон — микширование
- Крис Герингер — мастеринг
- Дрю Капнер — инженер (треки: 1, 3-6, 8, 10 и 14)
- Адам Хоукинс — инженер (треки: 2, 9, 12 и 13)
- Джо Вирс — инженер (трек 3)
- Джонатан Гилмор — инженер (трек 7)
- Крис Спилфогель — инженер (трек 11)
- Скотт Скрински — помощь
- Майкл Петерсон — помощь (треки: 1, 4, 6 и 8)
- Брент Эрровуд — помощь (треки: 2, 9, 12 и 13)
- Алекс Грушецкий — помощь (треки: 3-5)
- Виктор Луэнос — помощь (треки: 10 и 14)
- Сет Перес — помощь (трек 11)

Дополнительный персонал
- Пит Ганбарг — A & R
- Брендон Райк — художественное направление, дизайн
- Reel Bear Media — художественное направление, дизайн
- Вирджилио Цай — художественное направление, дизайн
- Джабари Джейкобс — фотография
- Роб Голд — арт-менеджмент
- Джош Скубель — производство упаковки

## Позиции в чартах
| Чарт (2015-17)                      | Позиция |
| ----------------------------------- | ------- |
| Австралия (ARIA)                    | 7       |
| Австрия (Ö3 Austria)                | 12      |
| Бельгия/Фландрия (Ultratop)         | 17      |
| Бельгия/Валлония (Ultratop)         | 19      |
| Канада (Canadian Albums Chart)      | 4       |
| Дания (Hitlisten)                   | 9       |
| Нидерланды (Album Top 100)          | 18      |
| Финляндия (Suomen virallinen lista) | 5       |
| Франция (SNEP)                      | 13      |
| Германия (Offizielle Top 100)       | 27      |
| Венгрия (MAHASZ)                    | 16      |
| Ирландия (IRMA)                     | 7       |
| Италия (Classifica album)           | 13      |
| Japanese Albums (Oricon)            | 61      |
| Республика Корея (Circle)           | 77      |
| Мексика (Top 100 Mexico)            | 12      |
| Новая Зеландия (RMNZ)               | 2       |
| Норвегия (VG-lista)                 | 5       |
| Польша (ZPAV)                       | 15      |
| Португалия (AFP)                    | 15      |
| Испания (PROMUSICAE)                | 51      |
| Швеция (Sverigetopplistan)          | 9       |
| Швейцария (Schweizer Hitparade)     | 22      |
| Великобритания (UK Albums Chart)    | 5       |
| US Billboard 200                    | 1       |
| US Billboard Vinyl Albums           | 1       |

| Чарт (2015)                        | Позиция |
| ---------------------------------- | ------- |
| US Billboard 200                   | 31      |
| US Billboard Digital Albums        | 19      |
| US Billboard Top Rock Albums       | 7       |
| Чарт (2016)                        | Позиция |
| Australian Albums (ARIA)           | 23      |
| Austrian Albums (Ö3 Austria)       | 34      |
| Belgian Albums (Ultratop Flanders) | 73      |
| Belgian Albums (Ultratop Wallonia) | 67      |
| Canadian Albums (Billboard)        | 4       |
| Danish Albums (Hitlisten)          | 14      |
| Dutch Albums (MegaCharts)          | 31      |
| French Albums (SNEP)               | 24      |
| Italian Albums (FIMI)              | 63      |
| Mexican Albums (AMPROFON)          | 41      |
| New Zealand Albums (RMNZ)          | 9       |
| Polish Albums (ZPAV)               | 42      |
| Swiss Albums (Schweizer Hitparade) | 46      |
| UK Albums (OCC)                    | 27      |
| US Billboard 200                   | 6       |

## Сертификации
| Регион | Сертификация       | Продажи   |
| --- | ------------------ | --------- |
| Австралия (ARIA) | Платиновый         | 70 000    |
| Австрия (IFPI Austria) | Платиновый         | 15 000*   |
| Бразилия (ABPD) | 3× Платиновый      | 120 000   |
| Канада (Music Canada) | 5× Платиновый      | 400 000   |
| Дания (IFPI Danmark) | 2× Платиновый      | 40 000    |
| Германия (BVMI) | Золотой            | 100 000   |
| Италия (FIMI) | Платиновый         | 50 000    |
| Мексика (AMPROFON) | Платиновый+Золотой | 90 000    |
| Нидерланды (NVPI) | Золотой            | 20 000    |
| Новая Зеландия (RMNZ) | Платиновый         | 15 000    |
| Норвегия (IFPI Norway) | Золотой            | 15 000*   |
| Польша (ZPAV) | 3× Платиновый      | 60 000    |
| Сингапур (RIAS) | Золотой            | 5000*     |
| Швеция (GLF) | Золотой            | 20 000    |
| Швейцария (IFPI Switzerland) | Платиновый         | 20 000    |
| Великобритания (BPI) | Платиновый         | 394,727   |
| США (RIAA) | 5× Платиновый      | 5,000,000 |
| Итого |                    |           |
| Мир | —                  | 6,500,000 |
| * Данные о продажах приведены только на основе сертификации. · Данные о продажах + прослушиваниях приведены только на основе сертификации. |                    |           |